# Riva (casa discografica)
La Riva è stata una casa discografica britannica fondata nel 1975.

## Storia
La Riva Records Ltd (sull'etichetta il marchio riportava solo la scritta Riva) fu fondata da Billy Gaff, manager di Rod Stewart, che fu il primo artista scritturato; il primo nome dell'etichetta fu Tartan Records.
La distribuzione dei dischi della Riva nel resto del mondo fu affidata alla Warner Bros. Records.
Un altro artista molto noto della casa discografica fu John Cougar Mellencamp; quando Stewart e Mellencamp passarono ad altre case discografiche la Riva chiuse, nel 1987.
Billy Gaff è morto a Dublino il 25 aprile 2022.
Tra gli altri artisti che hanno pubblicato su Riva vi sono Phil Thornalley, le Lewis Sisters, Carmine Appice.

## Dischi pubblicati

### 33 giri
| Numero di catalogo | Anno | Interprete     | Titoli                    |
| ------------------ | ---- | -------------- | ------------------------- |
| RVLP 1             | 1976 | Rod Stewart    | A Night on the Town       |
| RVLP 2             | 1976 | Artisti vari   | All This and World War II |
| RVLP 3             | 1977 | Faces          | The Best of Faces         |
| RVLP 5             | 1977 | Rod Stewart    | Foot Loose & Fancy Free   |
| RVLP 6             | 1978 | Johnny Cougar  | A Biography               |
| RVLP 8             | 1978 | Rod Stewart    | Blondes Have More Fun     |
| RVLP 9             | 1978 | John Cougar    | John Cougar               |
| RVLP 11            | 1980 | Rod Stewart    | Foolish Behaviour         |
| RVLP 15            | 1982 | Carmine Appice | Carmine Appice            |
| RVLP 16            | 1982 | John Cougar    | American Fool             |
| RVLP 20            | 1987 | Blinding Tears | Blinding Tears            |

### 45 giri
| Numero di catalogo | Anno | Interprete                               | Titoli                                                  |
| ------------------ | ---- | ---------------------------------------- | ------------------------------------------------------- |
| 1                  | 1975 | Rod Stewart                              | This Old Heart of Mine/All in the Name of Rock 'n' Roll |
| 2                  | 1976 | The Atlantic Crossing Drum & Fife        | Skye Boat Song/Skye Boat Song (instr.)                  |
| 3                  | 1976 | Rod Stewart                              | Tonight's the Night/The Ball Trap                       |
| 4                  | 1976 | Rod Stewart                              | The Killing of Georgie Parts 1 & 2/Fool For You         |
| 5                  | 1976 | Frankie Laine, Lou Reizner & Will Malone | Maxwell's Silver Hammer/You Never Give Me Your Money    |
| 6                  | 1976 | Rod Stewart                              | Get Back/Trade Winds                                    |
| 11                 | 1977 | Rod Stewart                              | You're In My Heart/You Got A Nerves                     |